# Teodoro II
Teodoro II (Roma, 840-Roma, diciembre de 897) fue el papa 115.º de la Iglesia católica en 897.
Fue elegido papa en diciembre de 897.
Durante su pontificado, de tan sólo veinte días, aparecieron en las orillas del Tíber los restos del papa Formoso, arrojados al río durante el papado de Esteban VI y que fueron devueltos a la tumba de la Basílica de San Pedro de donde fueron exhumados para la celebración del “Concilio del cadáver”.
Convocó un sínodo en el que, formalmente, se anularon todas las decisiones de Esteban VI, se devolvieron sus derechos a los eclesiásticos ordenados por Formoso y que Esteban VI había considerado nulos, y se ordenó destruir las actas del citado “Concilio Cadavérico”. 
Los numerosos partidarios de Lamberto de Spoleto, contrarios a las disposiciones tomadas por Teodoro, intentaron imponer a Sergio, conde de Túsculo, como papa; y aunque fracasaron en el intento, lograrían que, en 904, Sergio subiera al trono de San Pedro como Sergio III.
Falleció en el mismo mes de su elección, al parecer envenenado.[cita requerida]